# Spettekaka

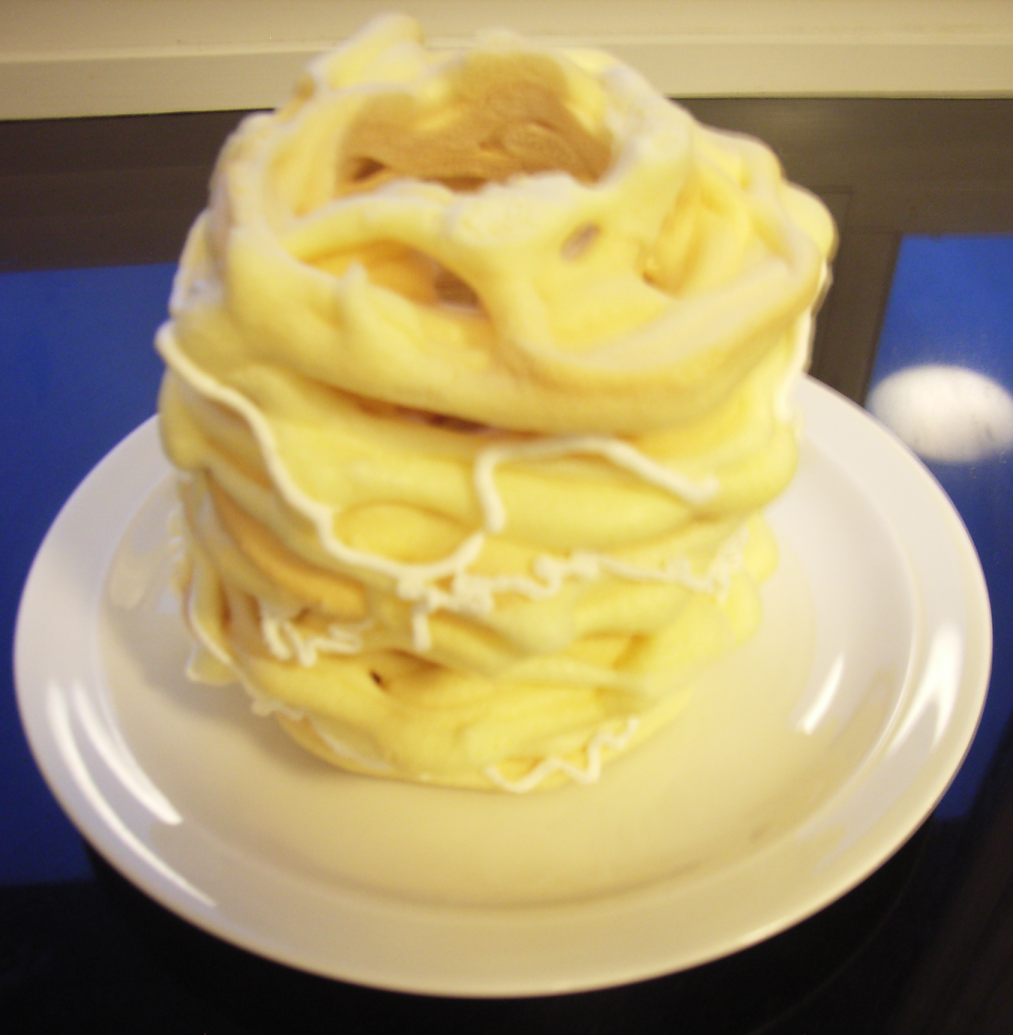
Spettekaka

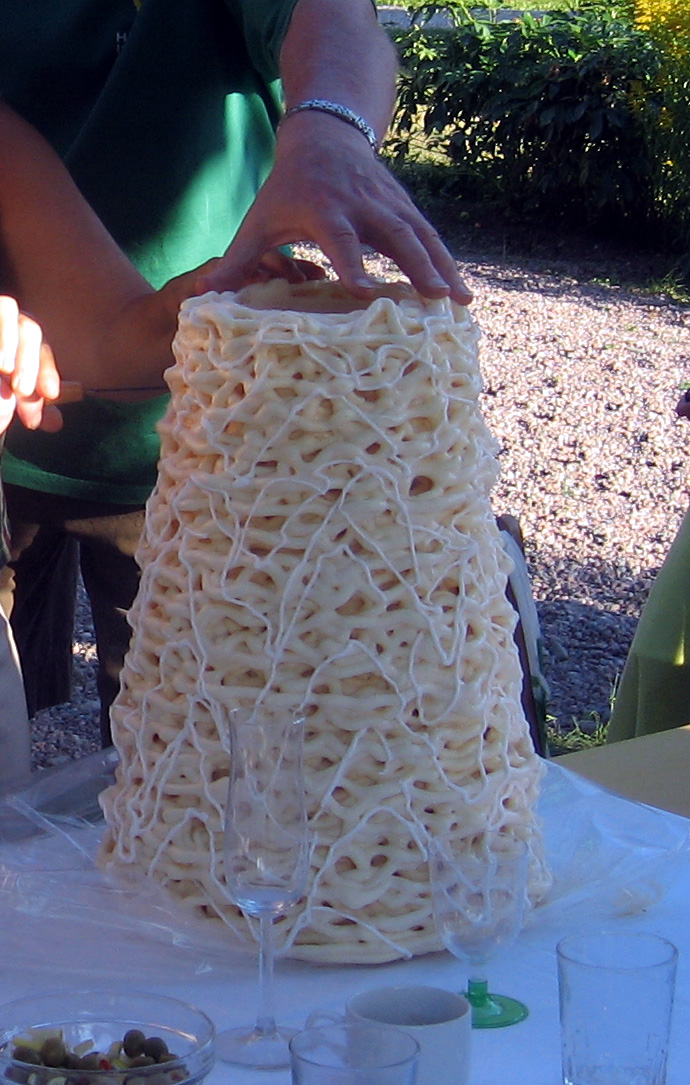
Spettekaka

Spettekaka (ungefähr: „Spießkuchen“) ist eine schwedische Gebäckspezialität, die besonders im südschwedischen Schonen hergestellt und genossen wird. „Skånsk spettekaka“ ist eine in der Europäischen Union geschützte Herkunftsbezeichnung.
Hergestellt wird Spettekaka aus Eiern, Kartoffelstärke und Zucker. Den flüssigen Teig lässt man – ähnlich wie bei der Herstellung von Baumkuchen – ringförmig auf einen rotierenden Holzspieß vor einem offenen Feuer laufen. Der Kuchen ist sehr trocken und wird bis kurz vor Verzehr in seiner durchsichtigen, luftdichten Tüte aufbewahrt. Man isst ihn in kleinen Stückchen, die traditionsgemäß mit einem Sägeblatt gesägt werden, um allzu große Krümelei zu vermeiden.